# Mormonia flebilis
Mormonia flebilis là một loài bướm đêm trong họ Noctuidae.